# Feldberger Kapelle

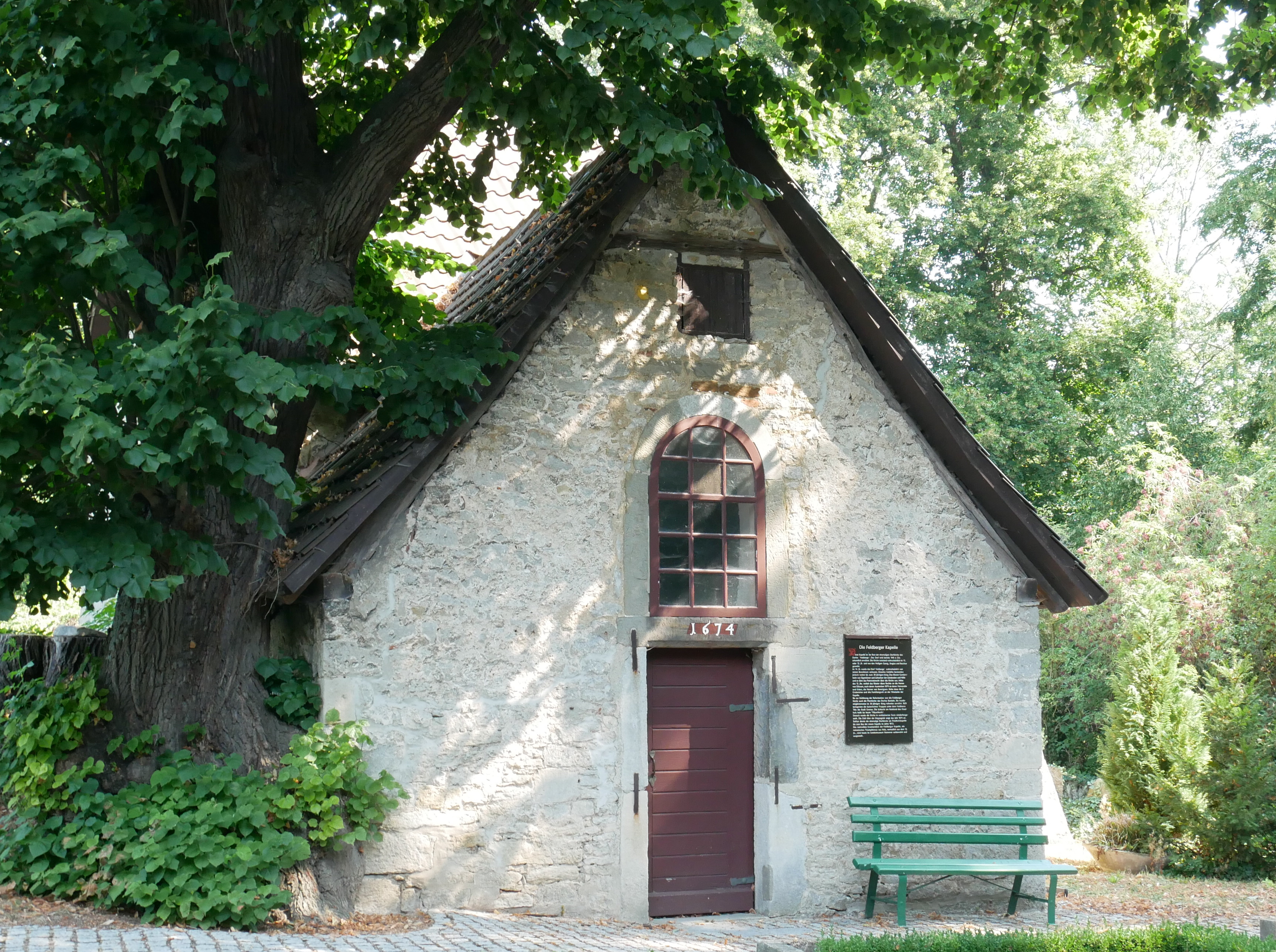
Feldberger Kapelle

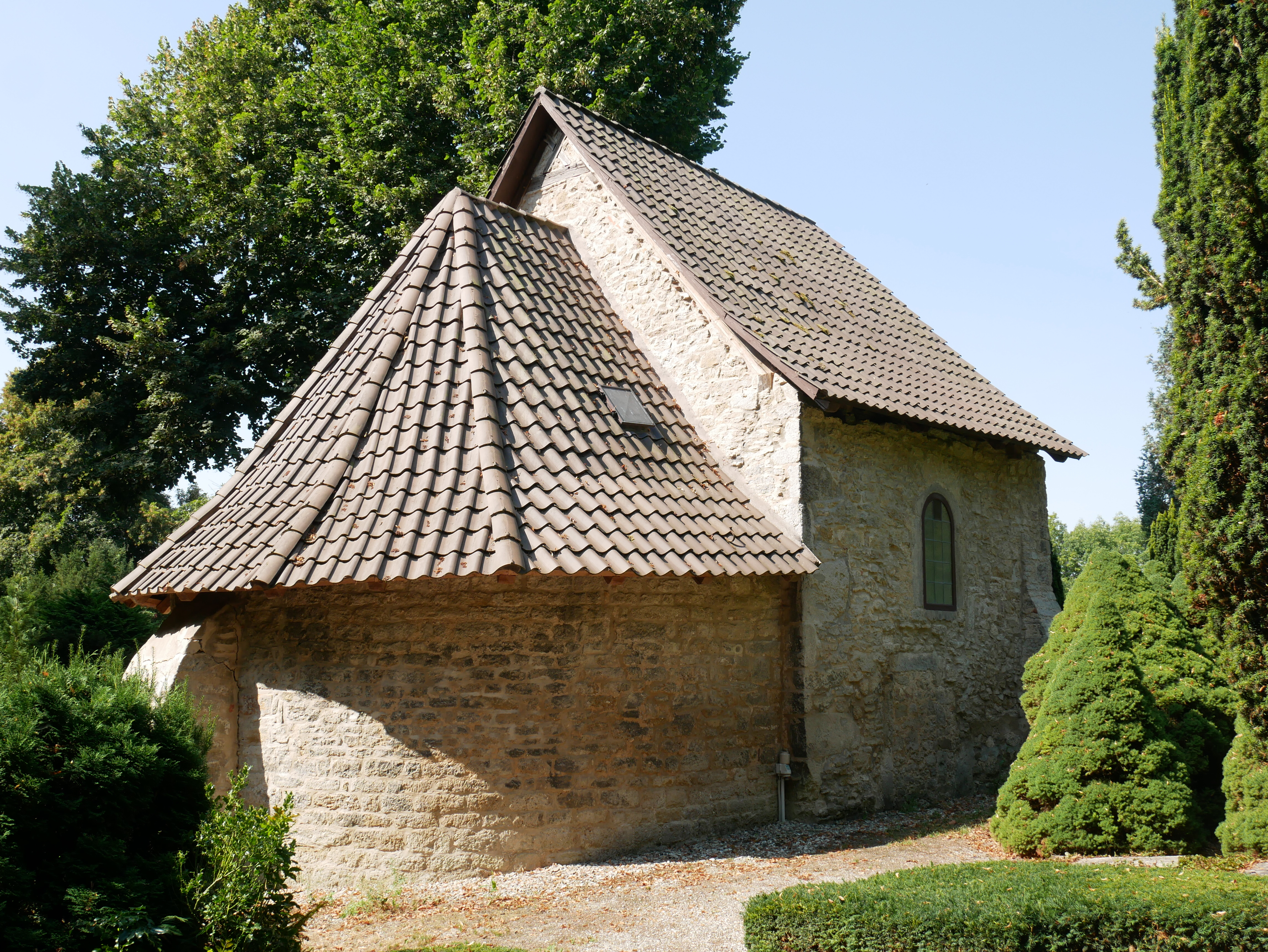

Die Feldberger Kapelle ist die ehemalige Pfarrkirche des untergangenen Dorfes Feldbergen bzw. Feldberge an der Leine bei Banteln im heutige Landkreis Hildesheim von Niedersachsen.

## Geschichte
Die Kapelle entstand im 11. oder 12. Jahrhundert als Dorfkirche des zwischen Banteln und Gronau (Leine) gelegenen Dorfs Feldberge. Geweiht war sie den Heiligen Georg, Sergius und Bacchus. Inhaber des Patronatsrechts war das Kloster Gandersheim, das Mitte des 13. Jahrhunderts die Herren von Dötzum damit belehnte. Nach deren Aussterben ging das Patronat im Erbgang an die Herren von Bennigsen über.
Ab dem 14. Jahrhundert wurde das Dorf Feldberge sukzessive aufgegeben, wenn auch einzelne Gehöfte bis zum Dreißigjährigen Krieg fortbestanden. Im 17. Jahrhundert fiel das Dorf endgültig wüst. Die kriegszerstörte Kirche wurde in verkleinerter Form wiederhergestellt und diente seither als Friedhofskapelle für den weiterhin an alter Stelle gelegenen Begräbnisplatz des Dorfs Banteln. Für die Kirchengemeinde entstand in Banteln eine neue Pfarrkirche.
Vom ehemaligen Inventar ist ein romanisches Triumphkreuz erhalten (wohl 12. Jahrhundert). Es befindet sich heute im Landesmuseum Hannover.